# Ōuchi (Klan)

Wappen: Die Ōuchi-Raute.

Die Ōuchi (japanisch 大内氏, Ōuchi-shi) waren ein japanischer Klan, der sich auf den königlichen Prinzen Rinsei-taishi zurückführte, der im Jahre 611 nach Japan gekommen war. Von der Muromachi-Zeit bis zur Sengoku-Zeit hatten Daimyōs des Klans großen Einfluss auf die japanische Geschichte.

## Geschichte

### Asuka-Zeit
Die Ōuchi stammen vom Prinz Imseong (琳聖太子, Rinshō Taishi), einem Sohn von König Seong des Königreichs Baekje auf der koreanischen Halbinsel ab. Imseong brachte den Myōken-Glauben (Buddhistische Verehrung des Polarsterns) nach Japan. Das ist eines der drei damaligen Königreiche auf der koreanischen Halbinsel und zwar das Königreich, das Japan lange im innerkoreanischen Kampf unterstützt hat, allerdings gegen Silla unterlag. In der Folge kam es ab der Asuka-Zeit zu einer massiven Zuwanderung an Gelehrten und Gefolge dieses Königreichs auf die Japanischen Inseln und damit wurden indirekt (die leicht abgewandelte) chinesische Schrift und die Hof- und Verwaltungskultur übernommen, sowie der Buddhismus. Hier spielte der Kaiser Shōtoku Taishi eine große Rolle, der ihnen Zuflucht gewährte und diese Lehren annahm.

### Heian-Zeit
Die Ōuchi waren aufgrund der Beraterstellung am Kaiserhof ursprünglich dem Kuge zuzurechnen, aber mit Militarisierung der Konflikte und der Dezentralisierung passten sie sich an und wurden wie die anderen Klans der Bushi waffentragende souveräne Feudalherren.
- Morifusa (盛房) ließ sich in Ōuchi (Provinz Suō) nieder. Er war der Erste, der um 1180 den Titel Ōuchi no Suke trug und zur militärischen Klasse zugelassen wurde.[2]

### Nanbokucho-Zeit (Nord-Südhof)
- Hiroyo (弘世), Nachkomme des Morifusa in der 8. Generation, regierte die Suō. Als es nach dem Ende der Kamakura-Zeit und dem Niedergang der Hōjō, zu dem auch die beiden Mongolen-Invasionen in Japan beigetragen hatten, zur Spaltung in den Nordhof und den Südhof kam, unterstützte Hiroyo zunächst den Südhof (Kaisers Go-Daigo und die Kuge), wechselte dann aber 1364 auf die andere Seite und erhielt von den Ashikaga die Provinzen Nagato und Iwami.[2]

### Muromachi-Zeit
- Yoshihiro (義弘, 1355–1400), Hiroyos Sohn, nahm an dem Feldzug Ashikaga Yoshimitsus nach Kyūshū gegen die Kikuchi teil und erhielt dafür 1374 die Provinz Buzen. 1391 besiegte er Yamana Ujikiyo in Kyoto und annektierte die Provinzen Izumi und Ki, womit er über sechs Provinzen herrschte. Im folgenden Jahr besiegte er Yamana Yoshisato in Kii und rückte auf Yoshino zu, der letzten Zuflucht des Südhofes, und eröffnete Verhandlungen mit Kitabatake Akinori, dem Vertreter des Kaisers Go-Kameyama. Mit geschickten Verhandlungen gelang es Yoshihiro, die beiden Linien wieder zu vereinigen. – Einige Jahre später folgte Yoshihiro der Bitte Ashikaga Mitsukanes, Kanryō von Kamakura, ihn bei der Übernahme des Shogunats zu unterstützen. Er wurde jedoch in seiner Burg Sakai (Izumi) von Hatakeyama Motokuni, Shiba Yoshishige u. a. eingeschlossen und verlor dabei sein Leben.[2]
- Mochiyo (持世, 1395–1442), Yorohiros Sohn, war bei dessen Tod erst fünf Jahre alt. Sein Onkel Morimi, der die Leitung des Hauses übernahm, wurde 1431 in den Kämpfen mit den Shōni getötet. Mochiyo übernahm den Titel Ōuchi no Suke und ließ sich in Yamaguchi nieder. Nach der Ermordung des Shogun Ashikaga Yoshinori im Jahr 1441 beteiligte er sich am Feldzug gegen den Mörder Akamatsu Mitsusuke und trug dazu bei, dass Ashikaga Yoshikatsu Nachfolger im Amt wurde. Danach zog er gegen Shōni Sukeyori, der auf der Seite Mitsusukes gestanden hatte, und rang ihm die Provinz Chikuzen ab. Mochiyo starb im folgenden Jahr ohne Nachkommen, Nachfolger wurde sein Neffe Norihiro, Sohn seines Bruders Mochimori.
- Norihiro (教弘, † 1465), ein Neffe Mochiyos, wurde dessen Nachfolger.[2]

### Sengoku-Zeit
- Masahiro (政弘, † 1495), Norihiros Sohn, war einer der Oberbefehlshaber von Yamana Sōzen im Ōnin-Krieg. Er besiegte Akamatsu Masanori und marschierte in Kyōto ein. Dann eilte er nach Kyūshū, um seinen Besitz in Chikuzen zu sichern. Er gelang ihm, seinen dortigen Gegner Shōni Noriyori zu besiegen.[2]
- Yoshioki (義興, 1477–1528), Masahiros Sohn, stützte Shogun Ashikaga Yoshitane und erreichte dessen erneute Übernahme des Amtes 1508 nach 15 Jahren Abwesenheit.[2]
- Yoshitaka (義隆, 1507–1551), Yoshiokis Sohn, unterdrücke Unruhen in Chikuzen, begann aber dann militärische Aufgaben zu vernachlässigen und widmete sich der Kunst, Literatur und dem Vergnügen. Als seine wichtigen Vasallen Mōri Motonari (毛利元就) und Sue Harukata (陶 晴賢) ihn nicht zur Ordnung zu bringen vermochten, wandten sie sich von ihm ab. Harukata nahm Verbindung auf zu den Ōtomo von Bungo, um mit denen einen Aufstand vorzubereiten. – Zu dieser Zeit kam Francis de Xavier, der auf dem Wege nach Kyoto war, durch Yamaguchi und besuchte Yoshitaka. Geplant waren ein paar Tage, daraus wurden sechs Monate (1551). Yoshitaka empfing Xavier freundlich, zeigte aber kein weitergehendes Interesse an der christlichen Lehre. Was ihn mehr bewegte, waren die Umsturz-Pläne Harutakes, von denen er erfahren hatte. Als er dann wenig Rückhalt bei seinen Leuten fand, zog er sich zunächst in den Tempel Hōsen-ji (Ube) zurück, von dort wollte weiter nach Nagato, strandete aber mit dem Boot beim Dorf Fukawa und suchte dort Zuflucht im Tempel Dainei-ji (大 寧 寺). Dort wurde er von Harukata gestellt und nahm sich das Leben.[2]
- Yoshinaga (義長, † 1557), ein Bruder des Ōtomo Yoshishige, wurde gewählt, um die Ōuchi-Linie fortzusetzen. 1554 konnte er mit der Hilfe von Sue Harukata einen Aufstand des Yoshimi Masayori in Iwami unterdrücken. Unterdessen erhob sich auch Mōri Motonari. Harukata, den Yoshinaga gegen ihn sandte, unterlag 1555 bei Itsukushima und wurde dabei getötet. Im nächsten Jahr marschierte Motonari in Suō ein, Yoshinaga floh Richtung Nagato. Er wurde unterwegs gestellt, suchte Zuflucht im Chōfuku-ji, wo er sich dann das Leben nahm.[2]

Mit diesem Ereignis war der Ōuchi-Klan ausgelöscht. Ein Zweig allerdings, der sich von Mochimori ableitete, residierte mit demselben Familien-Wappen unter dem Namen Yamaguchi von 1601 bis 1868 als Daimyō in einem Festen Haus (Jinya) in Ushiku (牛久陣屋) (Provinz Hitachi) mit einem Einkommen von 10.000 koku. Danach führte der Chef dieses Hauses den Titel Vizegraf.

## Geschichtliche Rolle

### Handel mit dem Ausland
Von ihrer Heimat, der Provinz Suō, am westlichen Ende der größten der vier Hauptinseln Honshū aus, waren die Ōuchi wie andere Klans im Westen auch eine der Familien, die am meisten in Handelsbeziehungen mit den westlichen Ländern, und ganz besonders China, eingebunden war. Nach dem Ōnin-Krieg (1467–1477) entwickelte sich eine starke Rivalität zwischen den Ōuchi und den Hosokawa, die durch den Konflikt an die Macht gekommen waren. Beide Parteien trafen im Jahr 1523 in Ningpo aufeinander, woraufhin das Chinesische Reich den Hafen Ningpo für japanische Händler schloss.
Nach einiger Zeit erlaubte man ihnen wieder, ein Handelsschiff zu senden, aber der Handel des Klans kam bis zum Jahre 1548 vollends zum Erliegen. Ihr Monopol auf den Handel mit dem Kaiserreich China wurde von den Händlern aus der Hafenstadt Sakai (heute Ōsaka) durchbrochen.

### Reputation des Klans im Ausland
Durch ihre vielen Handelsbeziehungen wurden die Ōuchi bekannt in der Welt der Kunst und außerdem für ihre Kultur. Man sagt, sie besaßen viele wertvolle Gegenstände von künstlerischem Wert und kultureller Schönheit, klassische Kunst aus Japan und China, sowie einige Gegenstände aus dem Westen. Sehr bekannt ist zum Beispiel eine Begebenheit, bei der Ōuchi Masahiro den berühmten Maler Sesshū Tōyō im Jahr 1486 nach Yamaguchi eingeladen hat.